# Froelich (cràter)
Froelich és un cràter d'impacte situat en la cara oculta de la Lluna. Es troba a les regions del nord, més enllà de l'extremitat nord-nord-oest. Només uns pocs quilòmetres separen aquesta formació del cràter Lovelace al nord. Més cap al sud apareix el cràter Merrill, i al sud-est, situat sobre l'extremitat visible es troba el cràter Brianchon de major grandària.

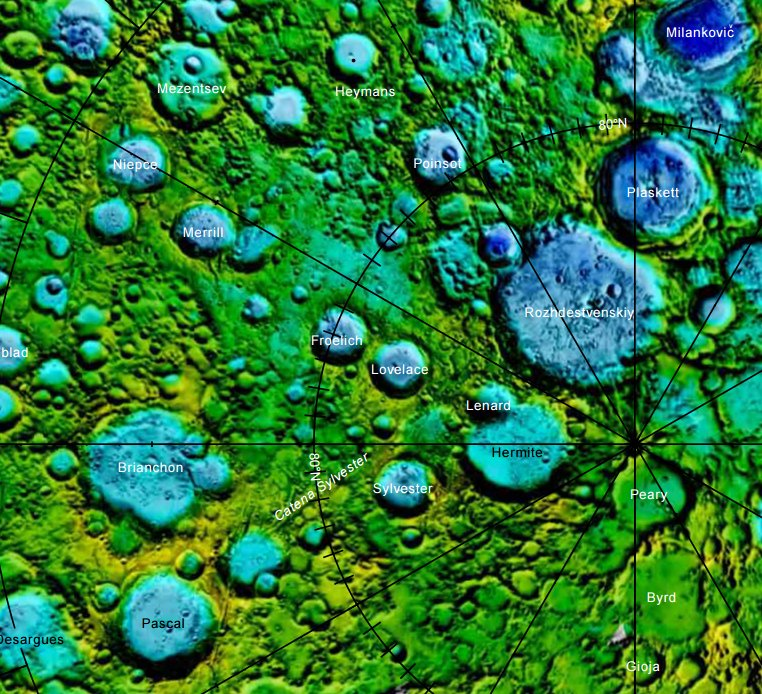
Localització de Froelich. Cartografia de la missió Lunar Reconnaissance Orbiter

Aquest cràter té una forma circular, simètric però la vora és desgastada i no es projecta molt lluny per sobre de la superfície. Les parets interiors són generalment sense trets distintius, a excepció de petits cràters al llarg dels costats aquest i sud. El sòl interior té una cresta baixa en el quadrant nord-est i una petita elevació central.

## Cràters satèl·lit
Per convenció aquests elements són identificats en els mapes lunars posant la lletra en el costat del punt central del cràter que està més prop de Froelich.
|          | \| Froelich \| Coordenades \| Diàmetre \| \| -------- \| -------------------------------------- \| -------- \| \| M \| 77° 36′ N, 109° 18′ O / 77.6°N,109.3°O \| 29 km \| |          |
| Froelich | Coordenades | Diàmetre |
| M        | 77° 36′ N, 109° 18′ O / 77.6°N,109.3°O | 29 km    |